# Buddleja sessiliflora
Buddleja sessiliflora là một loài thực vật có hoa trong họ Huyền sâm. Loài này được Kunth mô tả khoa học đầu tiên năm 1818.